# Universidad de Regina
La Universidad de Regina es una universidad pública de investigación ubicada en Regina, Saskatchewan, Canadá . Se fundó en 1911 como una escuela secundaria privada de la Iglesia Metodista de Canadá. Se convirtió en una universidad autónoma en 1974. La Universidad de Regina tiene una matrícula de más de 15.000 estudiantes a tiempo completo y parcial.
La Universidad de Regina tiene buena reputación por tener un enfoque en el aprendizaje basado en la experiencia y ofrece pasantías y prácticas profesionales, así como convenios de educación cooperativa en 41 programas. Este enfoque de aprendizaje experiencial y preparación profesional se destacó aún más cuando, en 2009, la Universidad de Regina lanzó su Programa de Garantía UR, un programa único que garantiza a los estudiantes participantes un inicio profesional exitoso después de la graduación al complementar la educación con experiencia para cumplir con metas educativas, profesionales y personales. Los acuerdos con corporaciones de la corona provincial, departamentos gubernamentales y empresas privadas han ayudado a la Universidad de Regina a ubicar a los estudiantes en oportunidades de experiencia laboral y a obtener un empleo al graduarse.

## Facultades
La Universidad de Regina tiene diez facultades y una escuela que ofrecen distintos programas en los niveles de certificado, diploma, pregrado y posgrado.
| Facultad                                         | Visión de conjunto |
| ------------------------------------------------ | --- |
| Facultad de Artes                                | La facultad más grande de la Universidad de Regina. Es para las disciplinas de las ciencias sociales, los idiomas y las humanidades. La Facultad de Artes ofrece el único programa de estudios policiales del país. |
| Facultad de Administración de Empresas           | La facultad abarca tanto la Paul J. Hill School of Business (programas de pregrado) como la Kenneth Levene Graduate School of Business (programas de postgrado / certificado). |
| Facultad de Educación                            | Ofrece programas de pregrado y posgrado para la enseñanza de educación primaria y secundaria. Tiene uno de los programas de cuotas (entrada competitiva) de la universidad. |
| Facultad de Ingeniería y Ciencias Aplicadas      | Programas de ingeniería ofrecidos: Ingeniería de sistemas electrónicos, Ingeniería de sistemas ambientales, Ingeniería de sistemas industriales, Ingeniería de sistemas petroleros e Ingeniería de sistemas de software. Los estudiantes pueden agregar una especialización en las siguientes disciplinas: Ingeniería de comunicaciones, Controles, Diseño digital, Electrónica de potencia, Ingeniería de fabricación e Ingeniería de procesos. |
| Facultad de Medios, Artes y Actuación            | Sede de los programas de estudios de bellas artes y artes escénicas de la Universidad de Regina en artes visuales, teatro, música y producción y estudios de medios. |
| Facultad de Estudios de Posgrado e Investigación | Ofrece programas de estudios de maestría y doctorado junto con todas las demás facultades. |
| Facultad de Kinesiología y Estudios de la Salud  | |
| Facultad de Enfermería                           | |
| Facultad de Ciencias                             | Los departamentos y programas incluyen ciencias de la computación, matemáticas y estadística, geología, biología, física, química y bioquímica y actuaría. |
| Facultad de Trabajo Social                       | Con campus primarios en Regina y Saskatoon, y campus satélites en Saskatchewan ofrece programas de estudio basados en la práctica y la investigación. |